# Irish Open 1935
Die Irish Open 1935 waren die 29. Austragung dieser internationalen Meisterschaften von Irland im Badminton. Sie fanden in Dublin statt.	

## Finalresultate
| Disziplin    | Sieger                        | Finalist                       | Ergebnis           |
| ------------ | ----------------------------- | ------------------------------ | ------------------ |
| Herreneinzel | James Rankin                  | W. H. Kernohan                 | w/o                |
| Dameneinzel  | R. J. Teague                  | Dorothy Colpoys                | 11–1, 11–5         |
| Herrendoppel | Ian Maconachie James Rankin   | J. J. McCarry Edward W. Wilson | 15–12, 7–15, 15–11 |
| Damendoppel  | Marian Horsley Olive Wilson   | Mavis Macnaughton Norma Stoker | 15–6, 10–6 aufgabe |
| Mixed        | Ian Maconachie Marian Horsley | Kenneth Davidson J. R. Stewart | 15–10, 15–8        |